# Piotr Dudziec
Piotr Dudziec (ur. 20 października 1906 w Rębiszach-Kolonii, zm. 13 czerwca 1970 w Nasielsku) – polski duchowny rzymskokatolicki, biskup pomocniczy płocki w latach 1950–1970.

## Życiorys
19 czerwca 1932 przyjął święcenia kapłańskie w katedrze płockiej. Był wikariuszem w Zegrzu i Płocku. Podczas okupacji pełnił funkcję proboszcza w Krasnem i Węgrowie, był więziony w niemieckim obozie koncentracyjnym Soldau (KL) w Działdowie. Po uwolnieniu był duszpasterzem w diecezji kieleckiej. Zajmował stanowisko kanclerza kurii diecezjalnej w Kielcach. Po powrocie do Płocka w 1947 został kanonikiem kapituły katedralnej, pracownikiem kurii diecezjalnej i profesorem tamtejszego Wyższego Seminarium Duchownego.
12 czerwca 1950 został mianowany biskupem pomocniczym diecezji płockiej i biskupem tytularnym Camuliany. Sakrę biskupią przyjął 29 czerwca 1950. W diecezji płockiej był wikariuszem generalnym, a w latach 1961–1962 wikariuszem kapitulnym.
W 1964 uczestniczył w III sesji soboru watykańskiego II.
Zmarł nagle w wyniku rozległego ataku serca 13 czerwca 1970 w Nasielsku, po mszy świętej, w trakcie której udzielił sakramentu bierzmowania. Pochowany został w katedrze w Płocku.